# کاجاران (روستا)
کاجاران (به ارمنی: Քաջարան) یک روستا در ارمنستان است که در استان سیونیک واقع شده‌است. کاجاران در ۲۶ کیلومتری - کاپان، مرکز استان سیونیک واقع شده است.

## خصوصیات
کاجاران ۱۲٫۳۰ کیلومترمربع مساحت و ۲۵۰ نفر جمعیت دارد و در ارتفاع ۱۹۵۰ متر بالاتر از سطح دریا قرار گرفته است.

## جاذبه‌های تاریخی

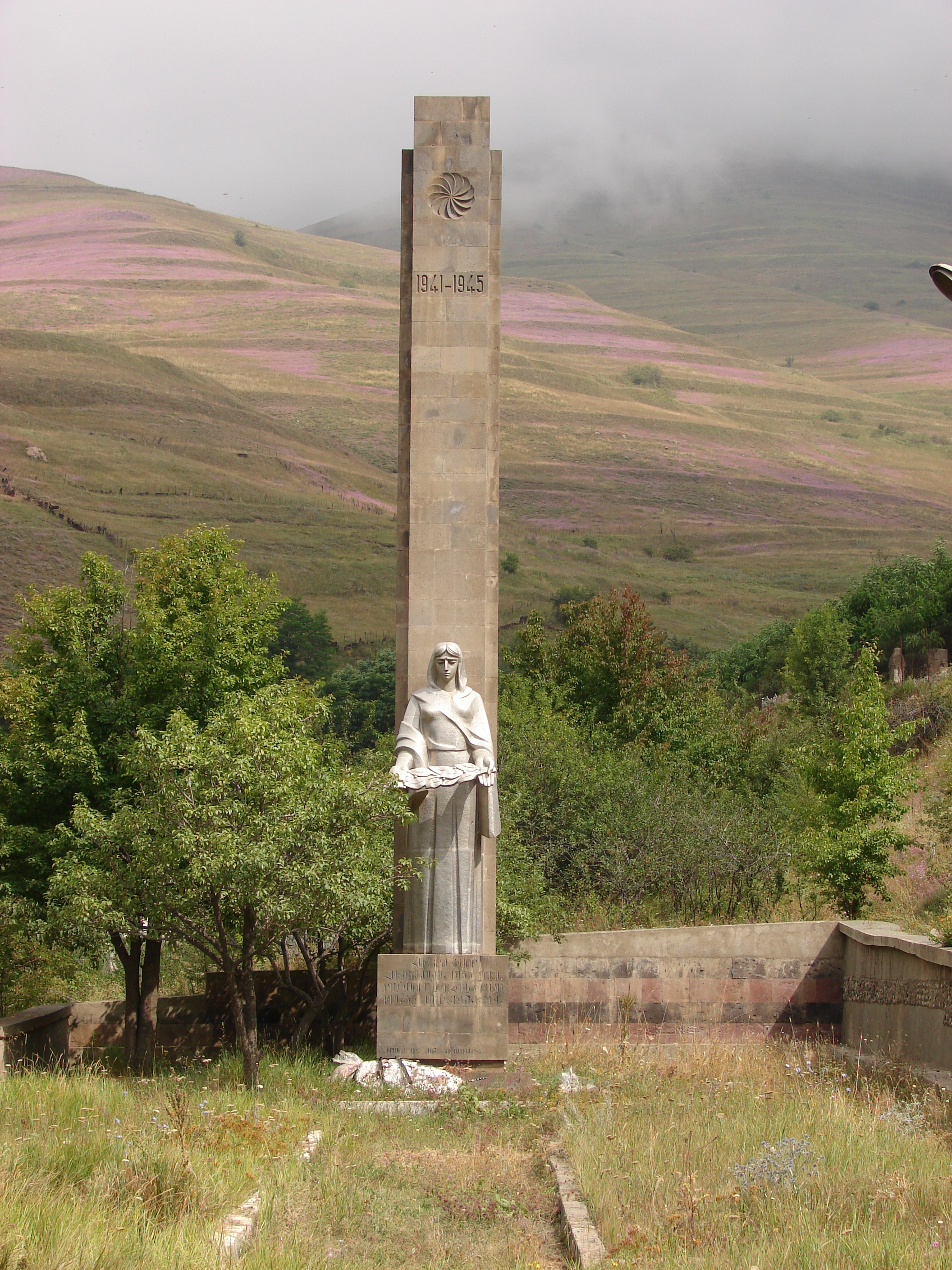
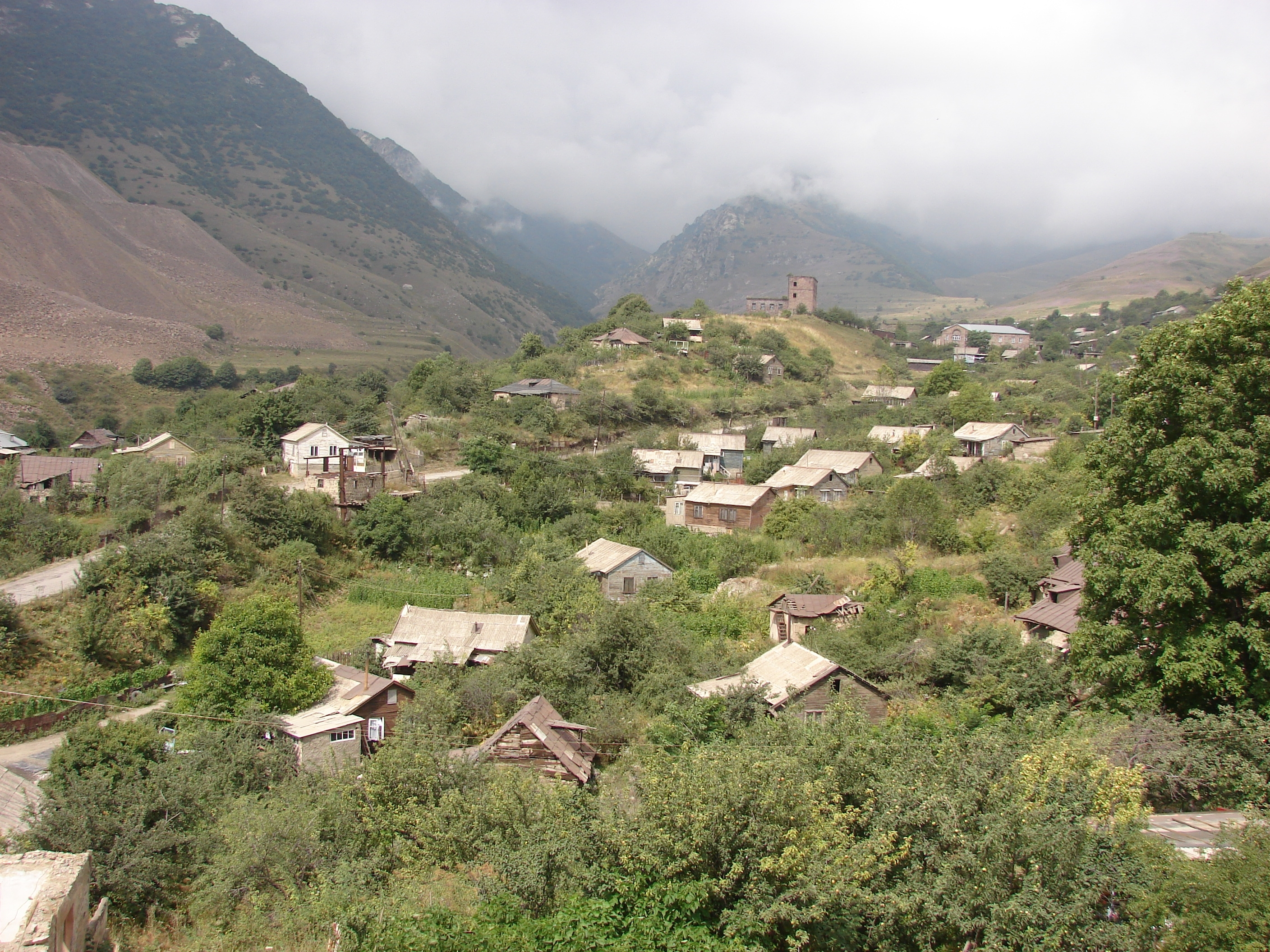